# Звездонос
Звездоно́с, или звездоры́л (лат. Condylura cristata) — вид насекомоядных млекопитающих из семейства кротовых (Talpidae), обитающий на востоке Северной Америки. Отличается от других представителей семейства прежде всего двадцатью двумя кожными наростами на мордочке, напоминающими звезду.

## Внешний вид
Телосложение звездоносов сравнимо с другими кротами Нового Света и приспособлено к жизни под землёй. Туловище цилиндрообразное, голова заострённая на короткой, едва видной шее. Пятипалые передние конечности приспособлены к рытью земли, повёрнуты ладонями наружу и имеют лопатообразный вид. Задние лапы также пятипалые, однако менее специализированы, чем передние. Шерсть жёстче, чем у других видов кротовых, не промокает и окрашена в тёмно-коричневый либо чёрный цвет. Размер этих животных составляет от 10 до 13 см. Хвост длиннее, чем у большинства других кротов, его длина составляет 6—8 см. Он покрыт жёсткими волосами и в зимнее время выполняет функцию хранения жира, при этом его диаметр значительно увеличивается. Взрослые особи весят от 40 до 85 г.

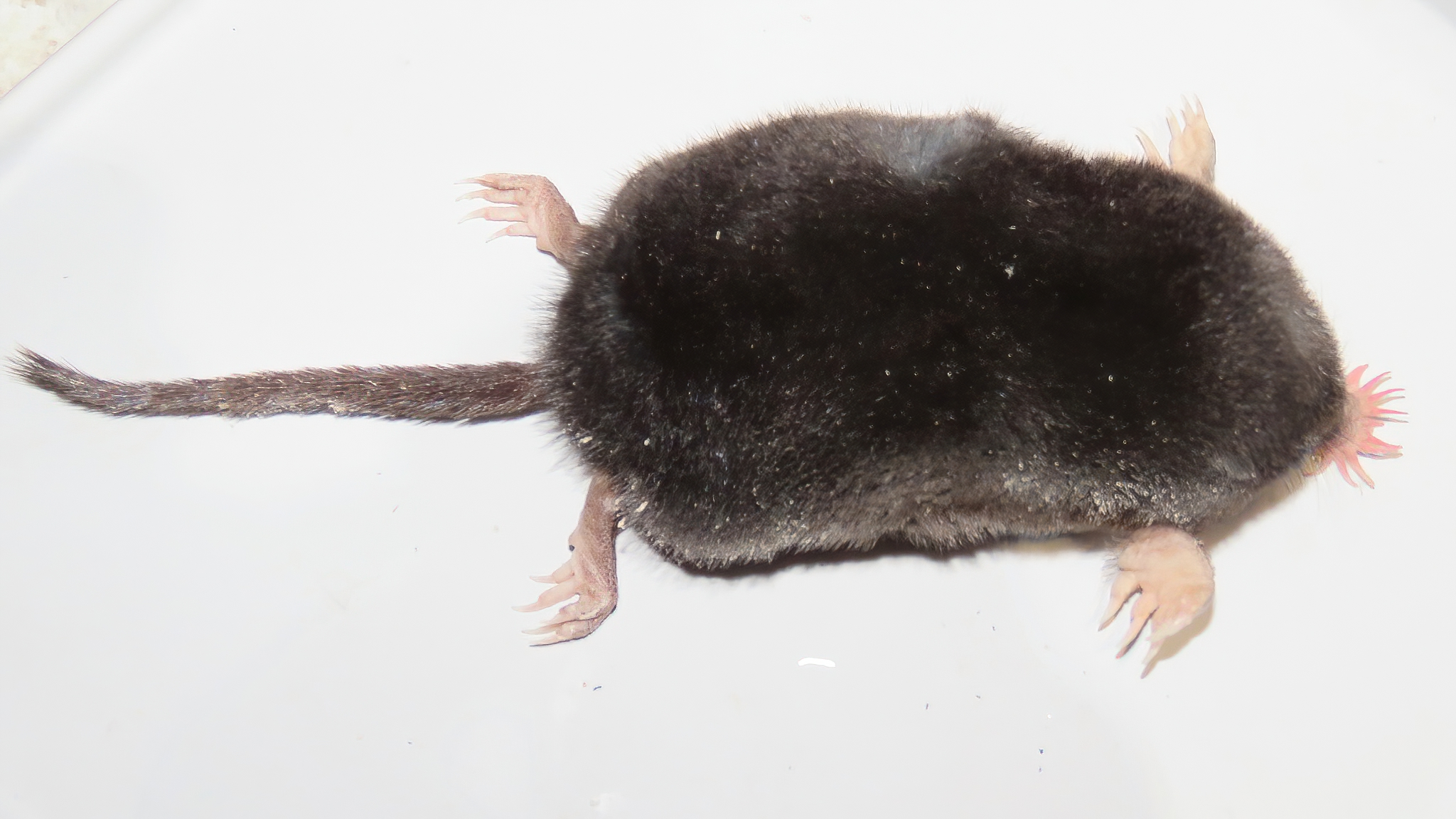
Общий вид звездоноса

Череп как у всех кротовых плоский и вытянутый, глаза маленькие, но видные. Ушные раковины отсутствуют. Вокруг обеих ноздрей на кончике рыльца у звездоносов по одиннадцать кожных наростов, служащих в качестве органов осязания, с помощью которых в течение доли секунды обнаруживается и анализируется на съедобность потенциальная добыча. Их движения настолько быстры, что человеческий глаз не в состоянии за ними уследить. Новейшие исследования с помощью ускоренной киносъёмки показывают, что звездонос может ими трогать и проверять до тринадцати разных мелких объектов в секунду, будучи в этом значительно быстрее, чем его родственники без наростов. Возможно, что эти наросты служат как электрорецепторы, позволяющие улавливать электрические импульсы, которые возникают от мышечного движения добычи. Резцы по сравнению с другими кротовыми небольшие и тонкие, они обеспечивают очень быстрые укусы. Всего у звездоносов 44 зуба, то есть исконное количество зубов плацентарных млекопитающих.

Рыльце звездоноса
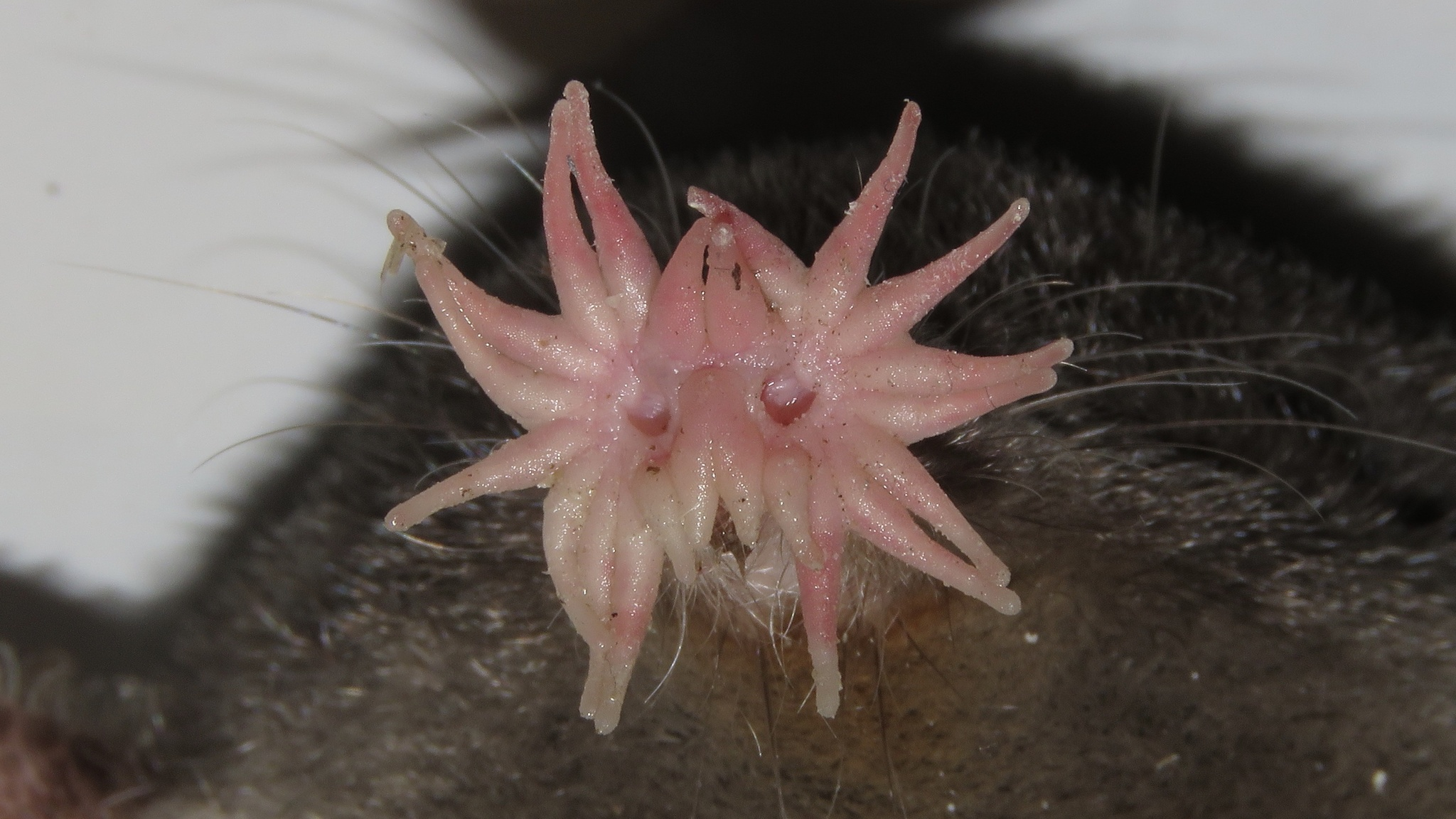
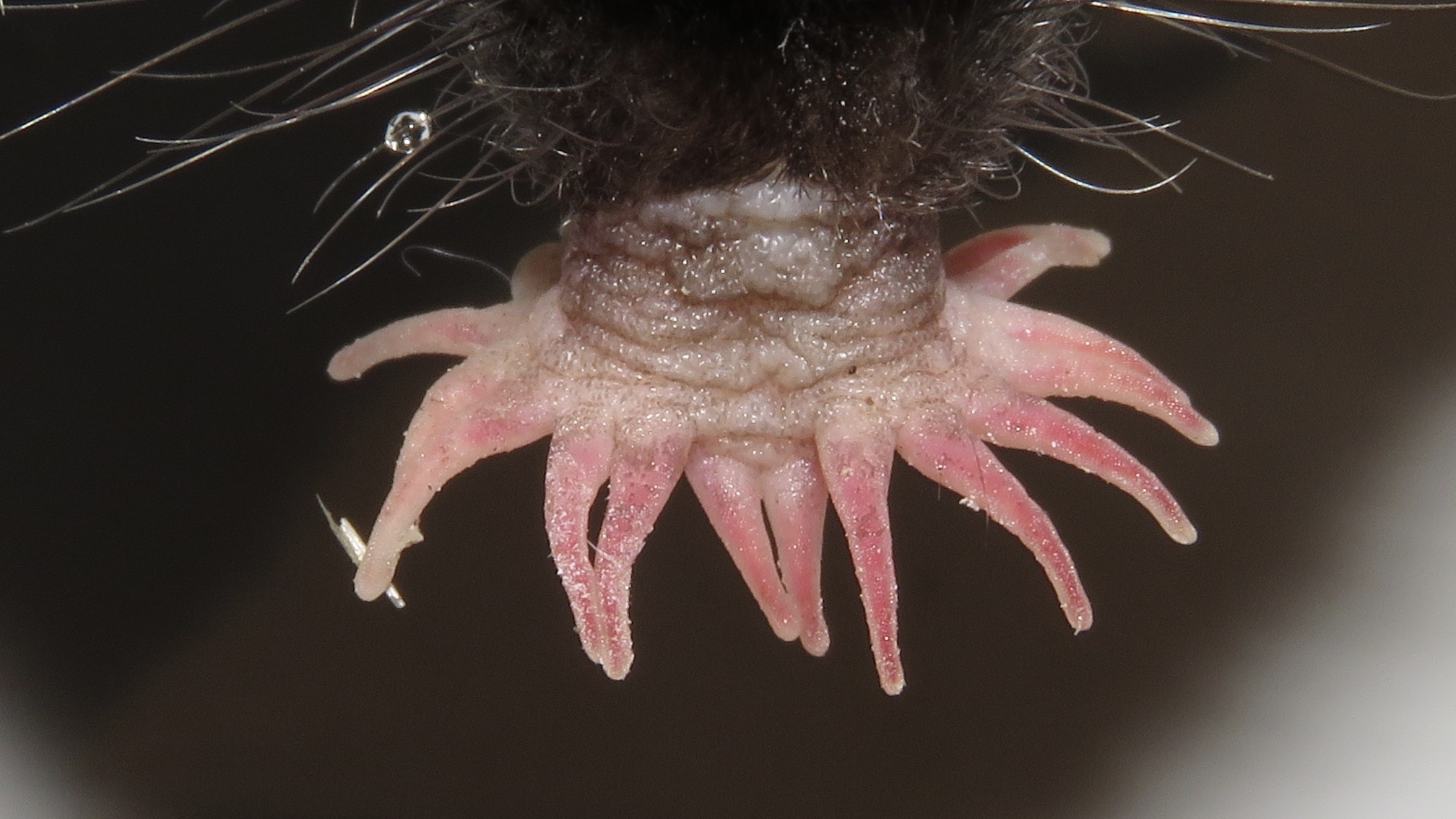
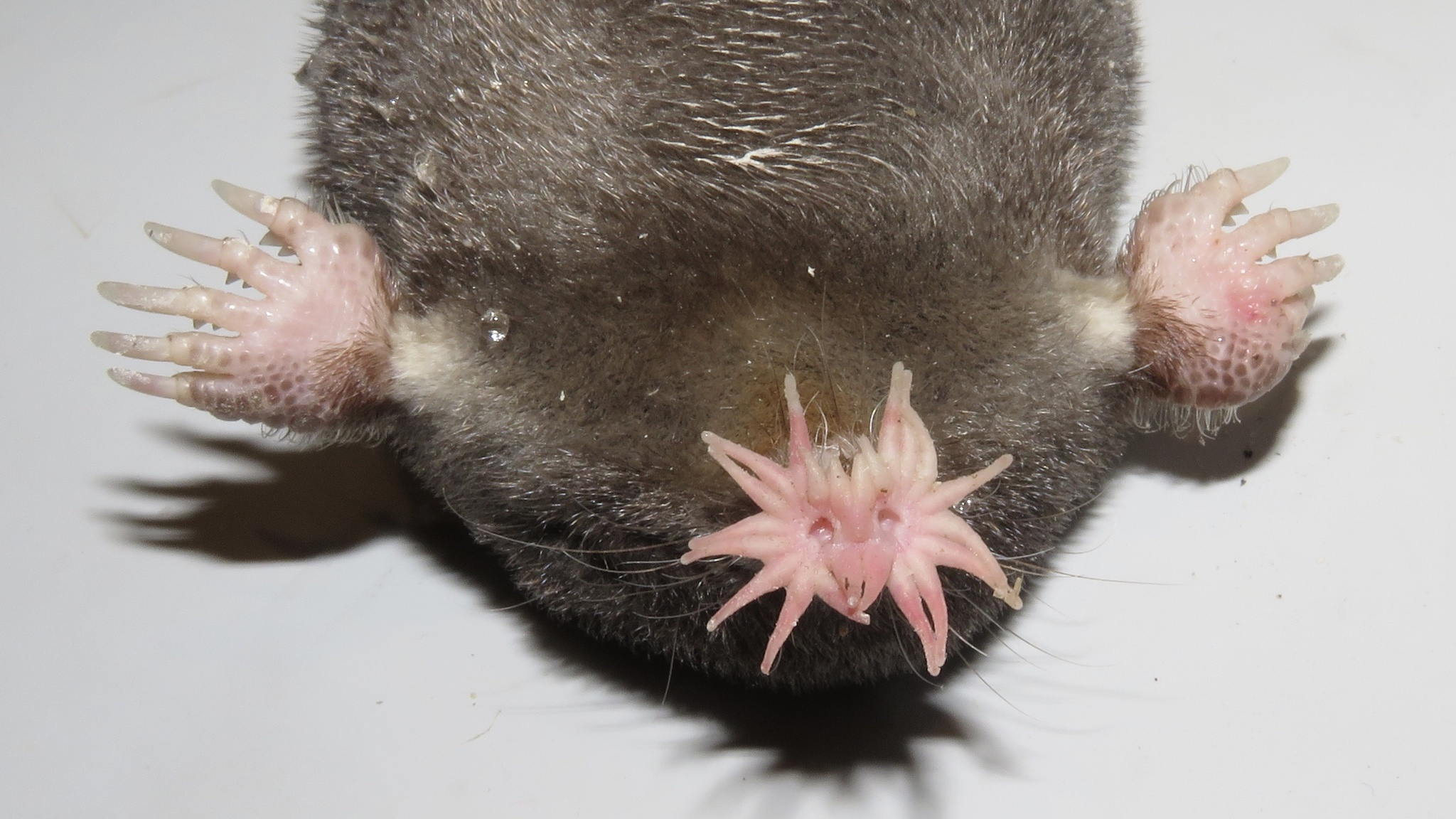
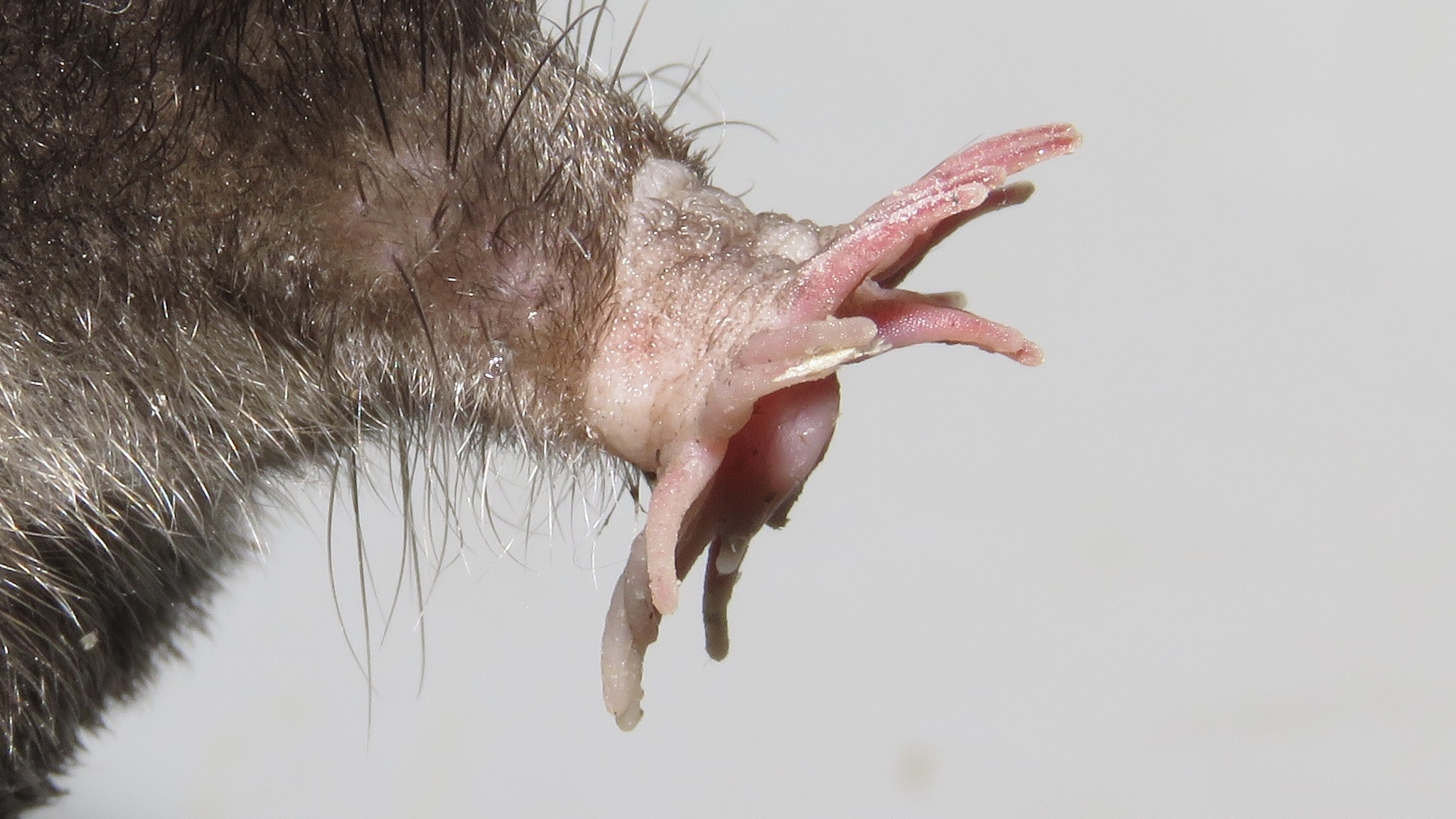

## Распространение
Звездоносы обитают на востоке Северной Америки. Их ареал простирается от Манитобы и Лабрадора в Канаде (благодаря чему они наиболее северные кроты Нового Света) до Северной Дакоты и Огайо а также до Джорджии на океанском побережье. Представители этого вида на юге значительно мельче по размеру и выделяются в подвид Condylura cristata parva, в то время как номинативным подвидом на севере является C. c. cristata. Звездоносы населяют различные среды обитания, однако зависят от наличия относительно влажной почвы. Они встречаются главным образом в болотистых местностях, на влажных лугах и в лесах.

## Поведение
Как и другие кротовые, звездоносы сооружают системы подземных ходов. Они копают землю в основном передними конечностями и выталкивают земляной материал на поверхность в форме характерных кротовых холмиков. Одна из камер, выстланная растениями, служит как место для отдыха. Некоторые ходы ведут прямо к воде, так как в отличие от большинства других кротовых звездоносы ведут полуводный образ жизни. Они хорошо плавают и ныряют, охотясь на дне водоёмов. Кроме того, они чаще других кротовых встречаются на поверхности земли, где также ищут пищу. Иногда они прокладывают характерные тропинки в густом подлеске.
Звездоносы активны в дневное и ночное время. Они не впадают в зимнюю спячку и ходят на поиски пропитания и зимой, копаясь в снегу или ныряя под ледовое покрытие водоёмов.
Эти животные более социальные, чем другие кротовые. Они живут в небольших неустойчивых группах. Часто можно встретить самца и самку и вне брачного периода вместе, что говорит о частично моногамном образе жизни.

## Питание
Звездоносы ищут добычу в воде, под землёй и на поверхности. Их пища состоит главным образом из дождевых червей, насекомых и их личинок. Иногда они поедают ракообразных и небольших рыб.

## Размножение
Спаривание имеет место раз в год. После 45-дневной беременности самка рождает на свет в период от апреля по июнь от двух до семи детёнышей. Они поначалу безволосые, однако быстро растут и развиваются. Отвыкание от молочного питания происходит спустя 3—4 недели, половая зрелость наступает в возрасте 10 месяцев. Продолжительность жизни оценивается в три-четыре года.

## Угрозы
К естественным врагам звездоносов относятся совы и иные хищные птицы, куньи и скунсовые. Людские поселения значительно сократили и расчленили естественный ареал звездоносов, прежде всего на юге. В целом, однако, звездоносы не относятся к редким и угрожаемым видам.